# شعير الرمال خشن الساق
شعير الرمال خشن الساق (باللاتينية: Elymus trachycaulus) نوع نباتي يتبع جنس شعير الرمال من الفصيلة النجيلية.

## الموئل والانتشار
موطنه روسيا.

## مرادفات للاسم العلمي
- (باللاتينية: Agropyron trachycaulum)